# Paul Lester
Paul Lester est un journaliste, écrivain et présentateur britannique spécialisé dans la critique musicale (et plus précisément de la pop et du rock), né à Elstree (Royaume-Uni).

## Biographie
Il commence sa carrière dans le début des années 1990, comme journaliste indépendant à Londres en participant notamment à la revue musicale Melody Maker, mais aussi City Limits, 20/20, Sky Magazine ou The Jewish Chronicle. C'est durant ces débuts qu'il découvre les scènes grunge, shoegazing, ainsi que madchester ou britpop, en suivant de très près les groupes et artistes du moment, au Royaume-Uni ou même à l'étranger. En 1993, il devient même « Features Editor » de Melody Maker, puis en 1997 est engagé par le mensuel spécialisé en musique et cinéma, Uncut, avec Allan Jones, où il restera « Deputy Editor » jusqu'en 2006.
Lester a ensuite écrit une douzaine de biographies de personnalité de la scène rock et pop, coécrit la Virgin Encyclopedia of Albums, et apparaît régulièrement dans diverses émissions à la télévision ou à la radio en tant que spécialiste de ce genre de musique. Il a aussi eu l'occasion d'interviewé dans divers contexte une centaine de musiciens, chanteurs, acteur et groupe, de Kylie à Janet Jackson, ou de Mick Jagger à Snoop Dogg, ainsi que d'écrire les « sleevenotes » (texte de présentation figurant sur la pochette d'un disque) d'artiste comme Todd Rundgren, Hall & Oates, The Smiths ou encore The Sex Pistols.
Tout comme des artistes et critiques français tels André Manoukian ou encore Philippe Manœuvre, Paul Lester est connu pour ses phrases de description complexes (voire ampoulées) au sens difficiles à discerner.
Il vit actuellement à Bushey (Hertfordshire), où il continue, toujours en tant qu'indépendant, d'écrire pour divers journaux ou magazine, notamment : The Guardian (dans lequel il tient la chronique « the New Band Of The Day » ainsi que les quotidiennes « Critics Picks »), The Sunday Times, The Daily Express, The Mail on Sunday, The Daily Telegraph, The Scotsman, Q (magazine), GQ (magazine), Record Collector et The Jewish Chronicle, où il décrit sa vie de père divorcé dans une rubrique intitulée « Suddenly Single » (littéralement : soudainement célibataire).
En juillet 2011, il rejoint la station de radio Amazing Radio pour présenter une émission hebdomadaire consacrée à la musique. Le programme émet le jeudi après-midi entre 12 h et 15 h, sur le réseau national numérique du Royaume-Uni (Digital One).

## Œuvres
Titres et éditions originales :
- (en) Oasis : The Illustrated Story, Hamlyn, 1995 (ISBN 978-0-600-58761-3)
- (en) Blur : The Illustrated Story, Pyramid, 1995, 80 p. (ISBN 978-0-600-58689-0)
- (en) Pulp : The Illustrated Story, Hamlyn, 1996 (ISBN 978-0-600-58974-7)
- (en) Björk : The Illustrated Story, Hamlyn, 1996, 80 p. (ISBN 978-0-600-59067-5)
- (en) Spice Girls : The Illustrated Story, Hamlyn, 1997 (ISBN 978-0-600-59255-6)
- (en) Kula Shaker : The Illustrated Story, Hamlyn, 1997 (ISBN 978-0-600-59270-9)
- (en) The Prodigy : The Illustrated Story, Hamlyn, 1997, 78 p. (ISBN 978-0-600-59511-3)
- (en) The Encyclopedia of Albums, Dempsey Parr, 1998, 256 p. (ISBN 978-1-84084-031-5) (avec Chris Roberts)
- (en) The Verve : The Illustrated Story, Hamlyn. 1998 (ISBN 978-0-600-59592-2)
- (en) Robbie Williams : The Illustrated Story, Hamlyn, 1998 (ISBN 978-0-600-59746-9)
- (en) Gang of Four : Damaged Gods, Omnibus Press, 2008, 204 p. (ISBN 978-1-84772-245-4)
- (en) Lowdown : The Story of Wire, New York, Omnibus Press, 2009, 183 p. (ISBN 978-1-84772-710-7)
- (en) Pink : Split Personality, London/New York, Omnibus Press, 2009, 150 p. (ISBN 978-1-84938-060-7)